# 아메리칸 프로 농구 리그
아메리칸 프로 농구 리그(American Professional Basketball League, APBL)는 미국의 농구 리그이다. 야구의 마이너 리그와 같은 개념이다. 2013년까지는 대서앵 해안 프로 농구 리그(Atlantic Coast Professional Basketball League, ACPBL)였다. (즉, NBA가 메이저 리그 개념이라는 뜻이다.)

## 현재 팀
| 구단명                   | 연고지                       | 창단   | 첫시즌 |
| ------------------------ | ---------------------------- | ------ | ------ |
| 벨트웨이 바머스          | 버지니아주 덤프리스          | 2009년 | 2010년 |
| 브루클린 블레이저스      | 뉴욕주 브루클린              | 2012년 | 2012년 |
| D.C. 펑크하우스 피라냐스 | 워싱턴 D.C.                  | 2013년 | 2013년 |
| 허드슨 밸리 킹즈         | 뉴욕주 브루클린              | 2010년 | 2010년 |
| 맨해튼 프라이드          | 뉴욕주 맨해튼                | 2011년 | 2011년 |
| 뉴저지 선더              | 뉴저지주 카니스포인트 타운쉽 | 2013년 | 2013년 |
| 뉴욕 블랙 이글스         | 뉴욕주 브루클린              | 2012년 | 2012년 |
| 뉴욕 피어리스            | 뉴욕주 뉴욕                  | 2015년 | 2015년 |
| NoVA 호크스              | 워싱턴 D.C.                  | 2008년 | 2012년 |
| NYC 524                  | 뉴욕주 스태튼아일랜드        | 2011년 | 2011년 |
| 록빌 빅터스              | 메릴랜드주 록빌              | 2012년 | 2012년 |
| 윈체스터 스톰            | 버지니아주 윈체스터          | 2010년 | 2012년 |